# خاویر کایخا
خاویر کایخا (اسپانیایی: Javier Calleja‎؛ زادهٔ ۱۲ مهٔ ۱۹۷۸) بازیکن سابق و مربی فوتبال اهل اسپانیا است.
از باشگاه‌هایی که در آن بازی کرده‌است می‌توان به باشگاه فوتبال رئال مادرید سی، باشگاه فوتبال آلمریا، باشگاه فوتبال ویارئال، باشگاه فوتبال مالاگا و باشگاه فوتبال اوساسونا اشاره کرد.